# Pływanie na Igrzyskach Wspólnoty Narodów 2010 – 50 m stylem dowolnym mężczyzn
Pływanie na 50 metrów stylem dowolnym mężczyzn było jedną z konkurencji pływackich rozgrywanych na Igrzyskach Wspólnoty Narodów 2010 w Nowym Delhi. Eliminacje i półfinały rozegrano 8, a finał 9 października w SPM Swimming Pool Complex. Złoto zdobył reprezentant Anglii Brent Hayden.

## Eliminacje
Do półfinału kwalifikowało się szesnastu zawodników z najlepszymi czasami ze wszystkich wyścigów eliminacyjnych.
Wyścig 1
| Pozycja | Tor | Zawodnik            | Czas  | Uwagi |
| ------- | --- | ------------------- | ----- | ----- |
| 1       | 3   | Kurtis Tulia        | 25,34 |       |
| 2       | 4   | Khosi Mokhesi       | 33,43 |       |
| -       | 5   | Chirstopher Symonds | DNS   |       |

Wyścig 2
| Pozycja | Tor | Zawodnik           | Czas  | Uwagi |
| ------- | --- | ------------------ | ----- | ----- |
| 1       | 2   | Shakil Camal       | 24,67 |       |
| 2       | 7   | Akmal Khan         | 25,29 |       |
| 3       | 4   | Charlton Nyirenda  | 27,62 |       |
| 4       | 3   | Christopher Millar | 28,21 |       |
| 5       | 5   | Hassan Hassan      | 28,25 |       |
| 6       | 1   | Boipelo Makhothi   | 32,50 |       |
| –       | 6   | Izudhaadh Ahmed    | DNS   |       |

Wyścig 3
| Pozycja | Tor | Zawodnik          | Czas  | Uwagi |
| ------- | --- | ----------------- | ----- | ----- |
| 1       | 5   | Mark Thompson     | 26,20 |       |
| 2       | 4   | Milimo Mweetwa    | 26,34 |       |
| 3       | 3   | Ron Roucou        | 26,74 |       |
| 4       | 6   | Hilal Hemed Hilal | 27,28 |       |
| 5       | 8   | Ganzi Mugula      | 27,74 |       |
| 6       | 2   | Inayath Hassan    | 27,78 |       |
| 7       | 1   | Khalid Rushaka    | 28,39 |       |
| 8       | 7   | Daisuke Ssegwanyi | 28,60 |       |

Wyścig 4
| Pozycja | Tor | Zawodnik             | Czas  | Uwagi |
| ------- | --- | -------------------- | ----- | ----- |
| 1       | 3   | Ian Hubert           | 25,07 |       |
| 2       | 8   | Peter Pokawin        | 25,36 |       |
| 3       | 7   | Benjamin Lowndes     | 25,37 |       |
| 4       | 5   | Heshan Unamboowe     | 25,55 |       |
| 5       | 2   | Esau Simpson         | 25,56 |       |
| 6       | 1   | Daniel Pryke         | 25,68 |       |
| 6       | 4   | Shane Mangroo        | 25,68 |       |
| 8       | 6   | Jean Hugues Gregoire | 26,10 |       |

Wyścig 5
| Pozycja | Tor | Zawodnik            | Czas  | Uwagi |
| ------- | --- | ------------------- | ----- | ----- |
| 1       | 6   | Luke Hall           | 24,46 |       |
| 2       | 2   | Anshul Kothari      | 24,56 |       |
| 3       | 7   | Ramadhan Vyombo     | 24,63 |       |
| 4       | 1   | Arjun Jayaprakash   | 24,75 |       |
| 5       | 8   | Md. Mahfizur Rahman | 24,97 |       |
| 6       | 4   | Nicholas Coard      | 25,67 |       |
| -       | 3   | Nikolas Aresti      | DNS   |       |
| -       | 5   | Omiros Zagkas       | DNS   |       |

Wyścig 6
| Pozycja | Tor | Zawodnik        | Czas  | Uwagi |
| ------- | --- | --------------- | ----- | ----- |
| 1       | 8   | Jak Scott       | 23,96 |       |
| 2       | 6   | Blake Worsley   | 24,17 |       |
| 3       | 5   | Caryle Blondell | 24,18 |       |
| 4       | 2   | Arren Quek      | 24,23 |       |
| 5       | 4   | Cadell Lyons    | 24,30 |       |
| 6       | 3   | Conor Leaney    | 24,49 |       |
| 7       | 1   | Arron Yeo       | 24,92 |       |
| 8       | 7   | Amini Fonua     | 25,96 |       |

Wyścig 7
| Pozycja | Tor | Zawodnik             | Czas  | Uwagi |
| ------- | --- | -------------------- | ----- | ----- |
| 1       | 4   | Roland Schoeman      | 22,54 |       |
| 2       | 5   | Simon Burnett        | 22,68 |       |
| 3       | 3   | Adam Brown           | 22,79 |       |
| 4       | 6   | Grant Turner         | 23,03 |       |
| 5       | 2   | Roy-Adam Burch       | 23,35 |       |
| 6       | 8   | Nick Thompson        | 24,22 |       |
| -       | 1   | Shaune Fraser        | DNS   |       |
| -       | 7   | Alexandre Bakhtiarov | DNS   |       |

Wyścig 8
| Pozycja | Tor | Zawodnik         | Czas  | Uwagi |
| ------- | --- | ---------------- | ----- | ----- |
| 1       | 5   | Ashley Callus    | 22,46 |       |
| 2       | 4   | Eamon Sullivan   | 22,65 |       |
| 3       | 6   | David Dunford    | 22,81 |       |
| 4       | 3   | Graeme Moore     | 23,02 |       |
| 5       | 1   | Richard Hortness | 23,20 |       |
| 6       | 7   | Ryan Pini        | 23,23 |       |
| 7       | 8   | Joshua McLeod    | 23,86 |       |
| -       | 2   | Ryan Harrison    | DNS   |       |

Wyścig 9
| Pozycja | Tor | Zawodnik        | Czas  | Uwagi |
| ------- | --- | --------------- | ----- | ----- |
| 1       | 4   | Brent Hayden    | 22,25 |       |
| 2       | 5   | Gideon Louw     | 22,32 |       |
| 3       | 3   | Cameron Prosser | 22,38 |       |
| 4       | 1   | Virdhawal Khade | 23,05 |       |
| 5       | 7   | Brett Fraser    | 23,34 |       |
| 6       | 8   | Jian Beng Foo   | 23,73 |       |
| 7       | 2   | Lijie Cheng     | 23,99 |       |
| -       | 6   | Jason Dunford   | DNS   |       |

## Półfinały
Do finału zakwalifikowało się ośmiu zawodników z najlepszymi czasami z obu wyścigów.
Graeme Moore nie wystartował. Jego miejsce w półfinale zajął zawodnik z siedemnastym czasem w eliminacjach, Malezyjczyk Jian Beng Foo.
Półfinał 1
| Pozycja | Tor | Zawodnik           | Czas  | Uwagi |
| ------- | --- | ------------------ | ----- | ----- |
| 1       | 4   | Gideon Louw        | 22,07 | Q     |
| 2       | 3   | Eamon Sullivan     | 22,36 | Q     |
| 3       | 6   | Adam Brown         | 22,75 | Q     |
| 4       | 2   | Grant Turner       | 22,78 |       |
| 5       | 1   | Brett Fraser       | 23,27 |       |
| 6       | 7   | [ Richard Hortness | 23,33 |       |
| 7       | 8   | Jian Beng Foo      | 23,72 |       |
| –       | 5   | Ashley Callus      |       | DSQ   |

Półfinał 2
| Pozycja | Tor | Zawodnik        | Czas  | Uwagi |
| ------- | --- | --------------- | ----- | ----- |
| 1       | 4   | Brent Hayden    | 22,18 | Q     |
| 2       | 5   | Cameron Prosser | 22,28 | Q     |
| 3       | 3   | Roland Schoeman | 22,48 | Q     |
| 4       | 2   | David Dunford   | 22,55 | Q     |
| 5       | 6   | Simon Burnett   | 22,66 | Q     |
| 6       | 7   | Virdhawal Khade | 23,05 |       |
| 7       | 8   | Roy-Adam Burch  | 23,16 |       |
| 7       | 1   | Ryan Pini       | 23,16 |       |

## Finał
| Pozycja | Tor | Zawodnik        | Czas  | Uwagi |
| ------- | --- | --------------- | ----- | ----- |
|         | 5   | Brent Hayden    | 22,01 | CG    |
|         | 2   | Roland Schoeman | 22,14 |       |
|         | 4   | Gideon Louw     | 22,22 |       |
| 4       | 1   | Simon Burnett   | 22,44 |       |
| 5       | 3   | Cameron Prosser | 22,46 |       |
| 6       | 6   | Eamon Sullivan  | 22,51 |       |
| 6       | 8   | Adam Brown      | 22,51 |       |
| 8       | 7   | David Dunford   | 22,64 |       |